# Taureau
Pour les articles homonymes, voir Taureau (homonymie).
Cet article possède des paronymes, voir Toro et Tooro.
Pour un article plus général, voir Bos taurus.

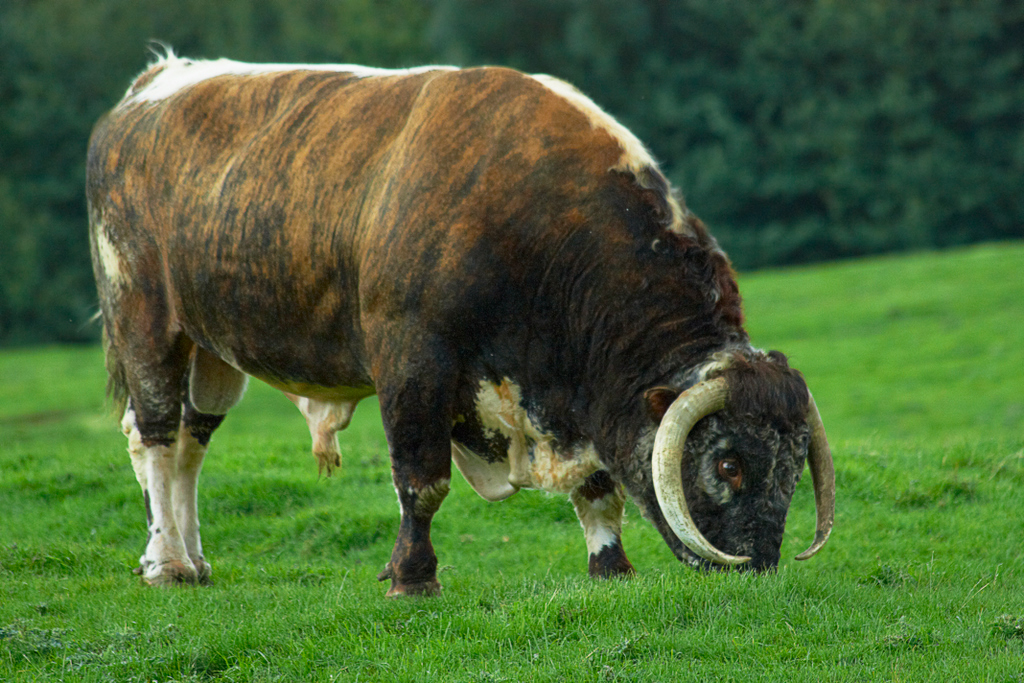
Un taureau de race longhorn.

Taureau est le nom vernaculaire donné au mâle de l'espèce Bos taurus, un mammifère domestique ruminant, généralement porteur de cornes sur le front, appartenant à la famille des Bovidés. Sa femelle est la vache. Il est utilisé principalement pour la reproduction dans l'élevage laitier, de plus en plus par insémination artificielle, pour la production de viande bovine (élevage de taurillons) et pour des sports comme les courses de taureaux ou le rodéo. C'est un animal très présent dans la culture, notamment dans la tauromachie.

## Étymologie et nomenclature
Le substantif masculin, « taureau » est issu de l'ancien français torel (« (jeune) taureau »), diminutif de tor (« taureau »), lui-même issu du latin taurus, (désignant également la constellation), lui-même emprunté au grec ταῦρος / taûros (désignant également un bateau lycien ayant un taureau comme figure de proue).
Le jeune mâle est un taurillon. Sa femelle est la vache.

## Physiologie, comportement et écologie
Pour un article plus général, voir Bos taurus.
Les caractéristiques générales des taureaux sont les mêmes que celles des vaches et zébus, tous de la même espèce : Bos taurus. Voir cet article principal pour plus d'informations sur leur description ou leur mode de vie.

## Élevage
Les taurillons, non castrés, sont élevés de manière intensive pour produire rapidement de la viande bovine et sont abattus vers 15 à 18 mois.
Les taureaux reproducteurs sont sélectionnés selon les besoins de l'élevage bovin et les critères requis pour chaque race spécialisée ; la reproduction est de plus en plus souvent faite par insémination artificielle des vaches.
Les taureaux de combat sont sélectionnés pour leur combativité. Ils devront faire preuve de bravoure, de noblesse et avoir de la caste pour mériter les honneurs.
Les bœufs sont des taureaux castrés. Devenus adultes, ils peuvent ainsi être élevés pour la viande en compagnie des vaches jusqu'à l'âge de deux ou trois ans ou bien servir à la traction bovine. Autrefois le bœuf était la principale source de « viande de bœuf ». Cette pratique contestée a pratiquement disparu dans la seconde moitié du XXe siècle.

## Le taureau dans la culture

### Gastronomie

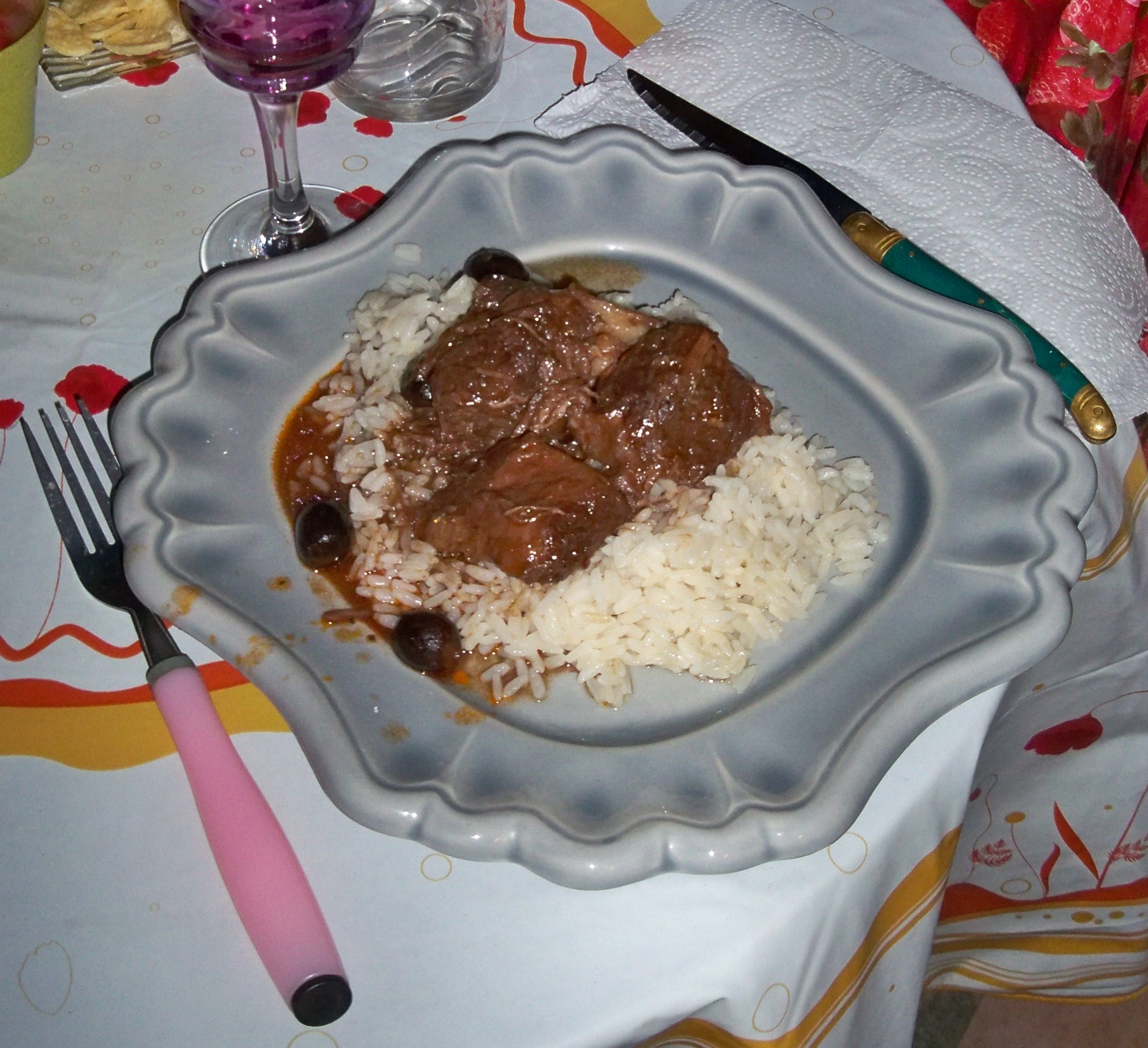
Gardianne de taureau, une spécialité gastronomique camarguaise.

La viande de taureau peut être consommée. Moins tendre et plus musquée que la viande de bœuf, la viande de taureau est également de couleur plus sombre.
La viande de taureau est présente dans la gastronomie provençale, notamment dans la gardianne, une variante de la daube préparée avec de la viande de taureau.

### Sport

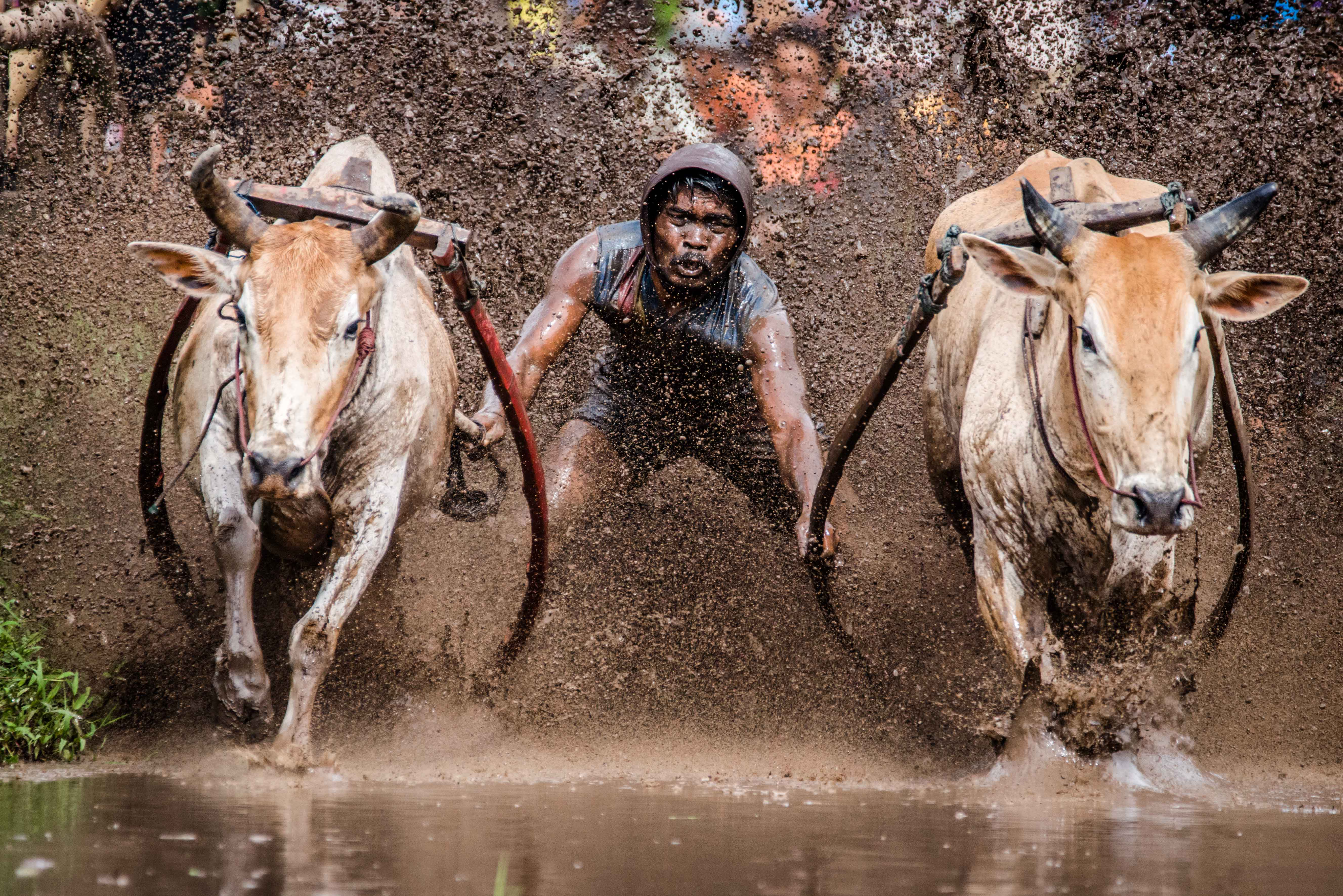
Le pacu jawi (« Course de taureaux », du minangkabau), à Tanah Datar, dans le Sumatra occidental. Décembre 2015.

Le taureau est l'un des animaux utilisés notamment pour les courses camarguaises ou le rodéo. Certaines races sont élevées uniquement à cet usage comme le toro de lidia.

### Héraldique
Voici quelques blasons avec des taureaux :

Armes de Turin en Italie.
Armes de Kaunas en Lituanie.
Armes de Bielsk Podlaski en Pologne.
Armes de Turek en Pologne.
Armes de Bulle en Suisse (avant 2006).
Armes de Bulle en Suisse (après 2006)
Armes d'Edam (Pays-Bas), version avec taureau.

### Légendes populaires
Agiter un chiffon devant lui, ou porter un vêtement rouge, a la réputation de rendre le taureau immédiatement agressif. Même si ceci est faux puisque les taureaux voient en noir et blanc, agiter un chiffon quelconque peut rendre un taureau agressif à cause du mouvement.
Un génie à l'aspect de « Betizu » (une vache rougeâtre semi-sauvage qui vit en montagne basque des Pyrénées), appelé zezengorri, hanterait les grottes et gouffres au Pays basque[réf. souhaitée].
Dans la mythologie basque, les Betizu symbolisent le génie, on l'appelle soit « Behigorri » (vache rouge), soit « Zezengorri » (taureau rouge).
Cependant, la légende la plus connue liée à ces bestioles étonnantes est celle d'Orass, le taureau à trois pattes. Pour résumer cette longue et pénible histoire remplie de souffrance, Orass était un taureau dont on arracha la patte pour le punir de sa ténacité. Depuis ce jour, il hante les prés et forêts afin d'arracher les membres d'un humain assez grand pour le supporter.

### Arts

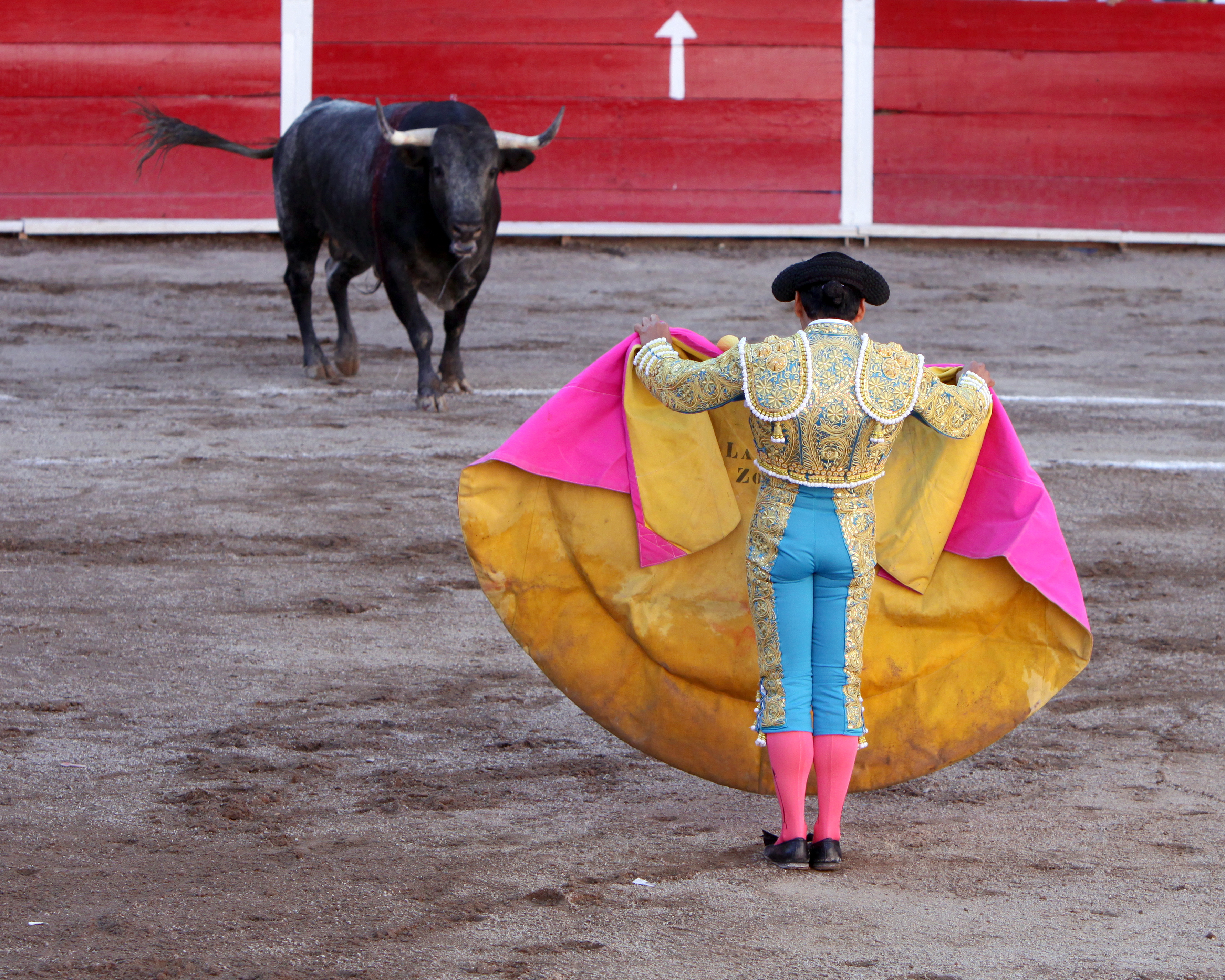
Un taureau de combat en pleine corrida.

La force du taureau en a fait un sujet symbolique présent dans la statuaire depuis l'Antiquité.
Le taureau Osborne est une grande silhouette publicitaire, bien connue en Espagne.

#### Expressions et littérature
- « prendre le taureau par les cornes » : prendre une décision déterminée et courageuse

Citation :
- « Comment le taureau sait-il qu'il a des cornes ? » (Paul Valéry[réf. nécessaire])

#### Cinéma
- Taureau est un film de 1973.

## Économie
Le taureau Starbuck est le géniteur, par insémination artificielle, de 200 000 filles et 200 fils. La vente de sa semence vers tous les pays du monde a généré 25 millions de dollars canadiens. Il a contribué à la race Holstein.

## Symbolique
- Le taureau n'est pas nécessairement agressif, mais en raison de sa force et de son poids, il reste toujours dangereux. Cela en fait un symbole de puissance et de force depuis l'antiquité.
- Dans le culte de Mithra, le taureau symbolise les forces nécessaires à la régénération de la nature. C'est par la mise à mort du taureau ou tauroctonie[5], que Mithra restaure l'équilibre du monde.
- En Égypte antique, c'était l'un des douze animaux sacrés associés aux douze heures du jour et de la nuit.
- Il fait référence au marché boursier à la hausse. On l'oppose traditionnellement à l'ours en référence à leur mode d'attaque respectif; le taureau attaquant de bas en haut face à l'ours assaillant debout qui, à l'inverse attaque, de haut en bas. Le taureau de Wall Street est une statue placée   près du siège de la bourse de New-York.

- Par analogie, l'un des 12 signes astrologiques est le taureau et une constellation du zodiaque s'appelle le Taureau.

### Calendrier républicain
- Dans le calendrier républicain, le Taureau était le nom attribué au 5e jour du mois de pluviôse[6].